# Gümüşyazı, Ağrı
Gümüşyazı là một xã thuộc thành phố Ağrı, tỉnh Ağrı, Thổ Nhĩ Kỳ. Dân số thời điểm năm 2011 là 437 người.